# Fernando Coimbra
Fernando Coimbra (Ribeirão Preto, 1976) é um diretor e roteirista de cinema brasileiro.

## Biografia
Estudou cinema na Escola de Comunicações e Artes da Universidade de São Paulo (ECA-USP), onde se graduou em 1999.
Começou sua carreira dirigindo curtas-metragens, dentre os quais Trópico das Cabras (2007), A Garrafa do Diabo (2009) e Magnífica Desolação (2010).
Em  2013 dirigiu o primeiro longa - o thriller O Lobo atrás da Porta -, pelo qual obteve o Grande Prêmio do Cinema Brasileiro de 2015 (melhor longa-metragem de ficção; melhor atriz, para Leandra Leal; melhor atriz coadjuvante, para Thalita Carauta; melhor direção, para Fernando Coimbra; melhor roteiro original, para Fernando Coimbra; melhor direção de fotografia, para Lula Carvalho; melhor montagem de ficção, para Karen Akerman). Também recebeu o prêmio Horizontes, na categoria Horizontes Latinos do Festival Internacional de Cinema de San Sebastián, o prêmio Mayahuel de melhor diretor no Festival Internacional de Cinema de Guadalajara de 2014. Foi também indicado ao Directors Guild of America Award de melhor direção de primeiro filme. Foi o grande vencedor do 31º Festival Internacional de Cinema de Miami, em 2014, e recebeu Primeiro Prêmio Coral, na seção Opera Prima (dedicada aos primeiros longas-metragens de seus diretores) do 35º Festival de Havana, Cuba.
Em 2015, dirigiu dois episódios da primeira temporada da série de TV Narcos.
Em janeiro 2017, seu projeto Os enforcados (The Hanged) foi incluído entre os quatro ganhadores do Sundance Institute Global Filmmaking Award, prêmio que se destina a apoiar a realização de projetos de novos cineastas independentes. Os enforcados é uma comédia de humor negro, ambientada na cidade do Rio de Janeiro, no submundo do jogo do bicho. O roteiro do filme já havia sido selecionado em 2015, juntamente com 14 outros projetos, durante o Directors and Screenwriters Labs, um programa de residência artística patrocinado pelo Sundance Institute, com o objetivo de apoiar diretores e roteiristas emergentes.
Ainda em 2017, estreou seu primeiro filme em língua inglesa, Sand Castle (Castelo de areia), sobre a ocupação do Iraque pelos Estados Unidos. No elenco, estão Henry Cavill e Nicholas Hoult. O filme foi distribuído pela Netflix.
Em 2019, começou a trabalhar em mais uma produção norte-americana, Girl Named Sue, com Shailene Woodley no papel título.

## Filmografia

### Diretor
- O retrato de Deus quando jovem (1996) - curta-metragem
- Trópico das Cabras (2007) - curta-metragem
- A Garrafa do Diabo (2009) - curta-metragem
- Magnífica Desolação (2010) - curta-metragem
- O Lobo atrás da Porta (2013) - longa-metragem
- Narcos – série de TV, 2 episódios (2015)
- Sand Castle (Castelo de areia) - (2017) longa-metragem
- Terrores Urbanos – série de TV, 2 episódios (2018)

### Roteirista
- O Retrato de Deus Quando Jovem (1996)
- Trópico das Cabras (2007)
- A Garrafa do Diabo (2009)
- O Lobo atrás da Porta (2013)